# Vocabularius brevilogus

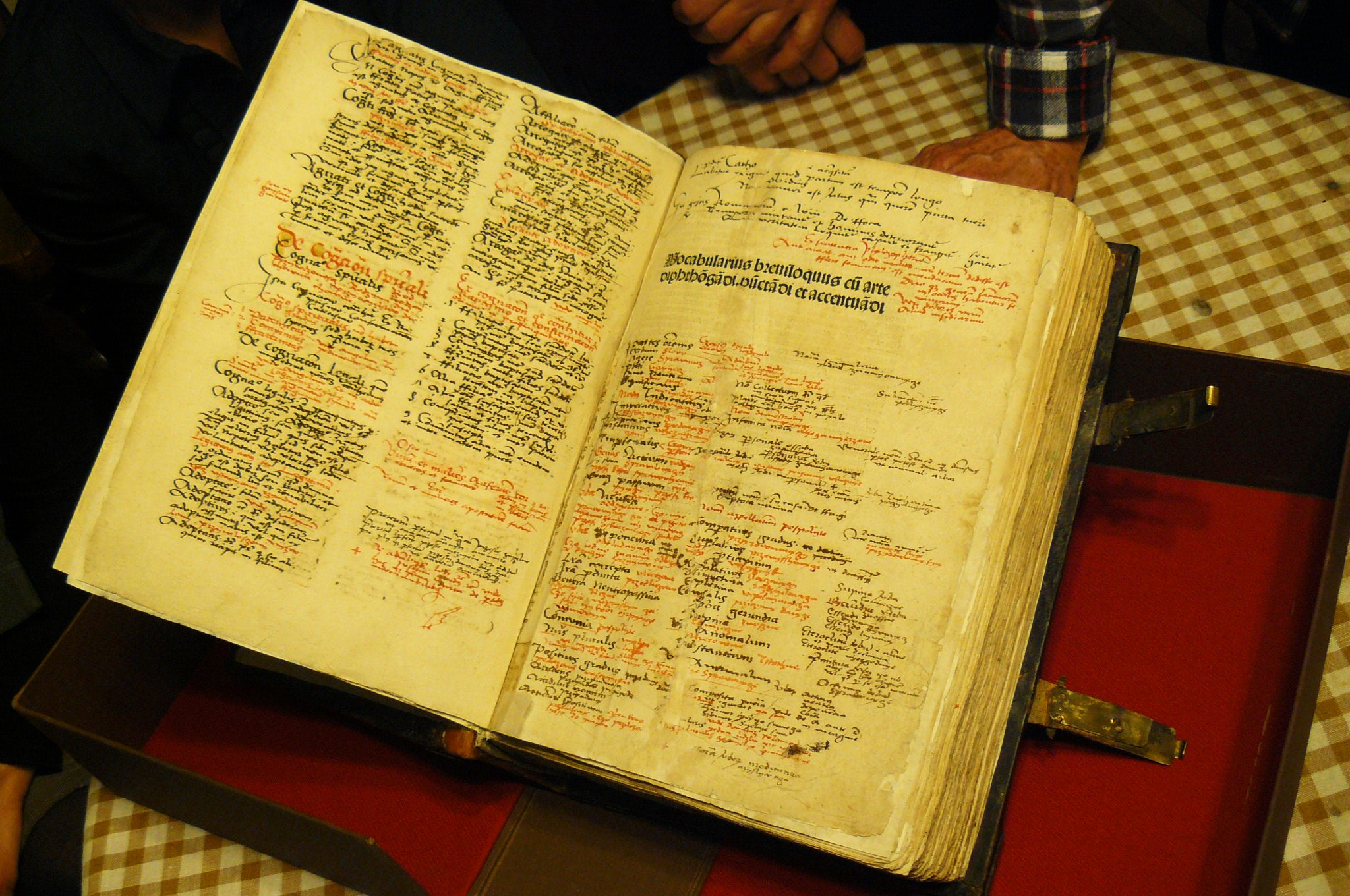
Vocabularis breviloquus

Der Brevilogus oder Vocabularius brevilogus (in der relatinisierten Titelform auch Breviloquus) ist ein lateinisches Wörterbuch, entstand um 1400 und enthält gelegentliche deutsche Glossen.

## Überlieferung
Der Brevilogus ist anonym in mindestens 43 Handschriften und 22 Druckauflagen erhalten. Die älteste Handschrift wird in das Jahr 1401, der älteste Druck in das Jahr 1478 datiert. Bis 1505 sind 22 Druckauflagen erschienen.

## Inhalt
Der Brevilogus weist drei Abschnitte auf, die jeweils alphabetisch geordnet sind. In diesen Abschnitten werden Nomina, Verben bzw. Indeclinabilia aufgelistet. Ziel ist es, seltene und schwierige Wörter in knapper Weise zu erklären, um das spirituelle Verständnis dieser Wörter zu ermöglichen. Daher scheint der Adressatenkreis relativ gut eingrenzbar: Der Brevilogus wurde von einem Kleriker für Kleriker verfasst. In den Überlieferungsträgern wurden zunächst nur vereinzelt deutsche Glossen zur Erklärung verwendet, im Laufe der Zeit wurden Erklärungen in deutscher Sprache jedoch immer häufiger. Der Handschriftencensus listet sechs Handschriften auf, in denen ein Anteil deutscher Wörter sicher nachweisbar ist.

## Wirkung
Der Brevilogus war eine der Hauptquellen des Vocabularius Ex quo, ein frühes und weitverbreitetes lateinisches Wörterbuch. Gedruckt wurde dies unter anderem von dem deutschen Buchdrucker Nikolaus Bechtermünz zusammen mit Wiegand Spieß von Ortenberg am 4. November 1467 in Eltville am Rhein.